# Семёновка (Львовская область)
Семёновка (укр. Семенівка) — село в Пустомытовской городской общине Львовского района Львовской области Украины.
Население по переписи 2001 года составляло 2104 человека. Занимает площадь 5,12 км². Почтовый индекс — 81162. Телефонный код — 3230.